# Kameane, Novîi Buh
Kameane (în ucraineană Кам'яне) este localitatea de reședință a comunei Kameane din raionul Novîi Buh, regiunea Mîkolaiiv, Ucraina.

## Demografie
Componența lingvistică a localității Kameane
     Ucraineană (99,51%)
     Alte limbi (0,49%)
Conform recensământului din 2001, majoritatea populației localității Kameane era vorbitoare de ucraineană (99,51%), existând în minoritate și vorbitori de alte limbi.